# Panzerkampfwagen 2000
Der Panzerkampfwagen 2000 (PzKW 2000) war ein Rüstungsprojekt der deutschen Streitkräfte, das zwischen 1988 und 1992 durchgeführt wurde. Ziel war es ab 1999, dem Halbgenerationswechsel folgend, den Leopard 1 abzulösen. Entgegen der klassischen Bauweise der Kampfpanzer war eine Besatzung von zwei Mann geplant und ein Großteil der Funktionen sollte automatisiert sein. Das Fahrzeug war Teil des Kampfpanzer-3-Projektes, das bereits 1970 gestartet wurde.

## Entwicklung
Nach dem Scheitern des deutsch-britischen Kampfpanzers 80 1976, bei welchem unter anderem der Doppelrohr-Kasematt-Panzer (VT1-1 und VT1-2) entwickelt wurde, und des deutsch-französischen Kampfpanzers 90 1982, bei dem man Flachturmkonzepte erprobte, entschied sich Deutschland 1983, eine Ablösung des Leopard 1 durch eine Neuentwicklung zu verwerfen. Ziel war es nun, auf Basis des Leopard 2 eine Modernisierung und Kampfwertsteigerung durchzuführen.
In einer verlängerten Konzeptphase zum Kampfpanzer 3 von 1983 bis 1984 wurden unterschiedliche Machbarkeitsstudien angestellt, bei denen verschiedene Turmkonzepte und Besatzungsstärken untersucht wurden. Parallel dazu liefen Technologieprogramme, um Munition und Panzerschutz weiterzuentwickeln.
1984 wurde die Einführung des neuen Kampfpanzers auf 1999 verschoben. Auf Grund der knappen Haushaltskasse und der Kosten der verlängerten Konzeptphase (99 Millionen DM) bezweifelte das Bundesministerium der Verteidigung (BMVg), ob ein Projekt, das auf Phasendokumenten aus dem Jahr 1972 aufbaut, verwirklicht werden sollte.
Am 4. Oktober 1984 wies darauf der Staatssekretär Timmermann die Abteilung Rüstung des BMVg und den Inspekteur des Heeres an, das Vorhaben „Leopard 3“ schnellstmöglich zu einem qualifizierten Abschluss zu bringen, alle Mittel des Vorhabens aus dem Jahresprogramm Entwicklung zu streichen und durch eine neu zu erstellende Taktische Forderung (TaF) zu belegen, dass ein neuer Kampfpanzer zur Jahrtausendwende sinnvoll auf dem Gefechtsfeld einsetzbar ist. Die zuvor gemachten Erkenntnisse wurden damit komplett verworfen. Gleichzeitig definierte die Arbeitsgruppe des Systembeauftragten im BMVg (SBWS) eine Kampfwertsteigerung für den Leopard 2.
Der neuen TaF von 1988 für den PzKW 2000 zufolge sollte gegenüber dem Leopard 2 die Feuerkraft und Überlebensfähigkeit gesteigert werden. Die Gewichtsobergrenze von MLC 60 zwang die Konstrukteure dazu, auf den klassischen Kampfpanzer mit Turm und drei Mann Besatzung zu verzichten. Eine solche Auslegung mit Berücksichtigung der Schutzforderung würde zu einem Gewicht jenseits der MLC 70 führen.
Zu den wesentlichen Forderungen zählten: zwei Mann Kernbesatzung plus zwei Mann Wechselbesatzung, wannenunabhängig richtbare großkalibrige Pulverkanone (140 mm), digitale Feuerleitanlage mit Multisensortechnik bei den Aufklärungsmitteln, digitaler Datenfunk, ein Führungs- und Informationssystem (IFIS), digitales Bordnetz, Triebwerk der MTU 880-Serie und ein ausgewogenes Schutzkonzept. Eine scheitellafetierte Hauptwaffe wie beim VTS1 war ebenfalls möglich.  Als Gesamtbedarf gab man 1300 Fahrzeuge an.
Ab 1990 wurde in Munster mit den Versuchsträgern VT 2000 Feldversuche unternommen, um die Praxistauglichkeit einer 2-Mann-Besatzung zu untersuchen. Letztendlich erwies sich dieses Konzept als nicht umsetzbar. Die damalige Technologie und die Möglichkeiten der Automatisierung verlangten zwingend eine dreiköpfige Besatzung, um die taktischen Grundfunktionen Fahren, Zielbeobachtung, Zielzuweisung und Zielbekämpfung durch die Besatzung wahrnehmen zu lassen.
Obwohl das Vorhaben im Januar 1992 noch in den Bundeswehrplan aufgenommen wurde, fiel es kurz danach den Budgetkürzungen zum Opfer. Im Kontext der neuen weltpolitischen Lage – insbesondere nach dem Zerfall der Sowjetunion – wurde ein neuer Kampfpanzertyp als nicht mehr zeitgemäß angesehen.
Das 1995 gestartete Vorhaben Neue Gepanzerte Plattform verfolgte viele der Ansätze weiter.

## VT 2000/KampfRaumContainer
Der Aufbau der zwei Versuchsträger war recht einfach gehalten. Anstelle des Turmes befand sich auf dem Leopard 2-Fahrgestell ein starrer KampfRaumContainer (KRC) mit zwei Bedienplätzen. Die Optiken zum Fahren und zum Führen des Feuerkampfes befanden sich an einem Mast außerhalb des KRC.
Eigenstabilisiert und unabhängig voneinander nutzbar lieferten diese die einzigen Bilder, denn die Erprobung fand grundsätzlich unter geschlossener Luke statt.
Das Abfeuern der Bordwaffen wurde simuliert. Auf dem Fahrerplatz befand sich ein so genannter Dokumentations-Feldwebel, der die gesamte Testphase verfolgte und Notizen machte. Das Verhalten der Besatzung wurde auf Video festgehalten.
Im Innenraum waren jeweils links und rechts drei Monitore, in der Mitte der elektronische Fahrerwinkelspiegel und unterhalb der Touchscreen des IFIS angebracht. Auf Letzteren wurden Karten im Maßstab 1:50.000 wiedergegeben sowie entsprechende Symbole für das eigene Fahrzeug, Verbündeter oder Feinde. Eine Fahrzeugnavigationsanlage erleichterte die Positionsbestimmung.
Beide Kommandanten verfügten über je ein Lenkrad und Pedalen zum Steuern. Zwei Joysticks, befestigt an den Sitzen, dienten zum Steuern der Optiken, dem Abfeuern der Waffen und zum Rauf- und Runterfahren ihres Sitzes. Bei der Rückwärtsfahrt konnten Soldaten auf Platz 1 den Sitz um 180° drehen und die dritte Steuerungseinheit nutzen.
Zum Absetzen von Funksprüchen diente ein Fußschalter.

## Kampfsystemcontainer
Die zwei KampfSystemContainer (KSC) auf dem Leopard-1-Fahrgestell diente in den ersten Wochen ausschließlich dazu, die Besatzung mit den Optiken und dem Führungs- und Informationssystem vertraut zu machen. Die Bedienelemente waren zum VT baugleich, lediglich der Container selbst war eigenstabilisiert und drehbar gelagert.